# Monarchidae
Monarchidae é uma família de aves da ordem Passeriformes encontrada na África, Ásia, Austrália e várias ilhas do Pacífico.

## Gêneros
- Arses Lesson, 1830
- Carterornis
- Chasiempis Cabanis, 1847
- Clytorhynchus Elliot, 1870
- Eutrichomyias Meise, 1939
- Grallina Vieillot, 1816
- Hypothymis Boie, 1826
- Mayrornis Wetmore, 1932
- Metabolus Bonaparte, 1854
- Monarcha Vigors & Horsfield, 1827
- Myiagra Vigors & Horsfield, 1827
- Neolalage Mathews, 1928
- Pomarea Bonaparte, 1854
- Symposiachrus
- Terpsiphone Gloger, 1827
- Trochocercus Cabanis, 1850